# ティエンズ
ティエンズ (TIENS) は、商品の販売に連鎖販売取引の形態を用いる中国企業の天津天獅集団有限公司 (Tianjin Tianshi Group co., Ltd) 社と、そのグループ会社の総称である。

## 概要
TIENSグループは、1995年に創業した中国天津市に本社を置く、バイオテクノロジー産業を基幹に、金融、不動産、教育、文化、ホテル事業、物流などを手がける複合企業である。 
- 世界190か国（2019年8月現在）で事業展開をしている[1]。
- 2013年の売上は約304億8834万元（日本円換算で約6000億円）[要出典]
- CQC(China Quality Certification Centre)のISO9001:2008を取得[要出典]
- 中国大手栄養補助食品メーカーの中で、初めてHACCP（アメリカで宇宙食の安全性を確保するために開発された食品衛生管理手法）の認証を受ける[要出典]。

## ギネス
創業20周年の社員旅行を行ったが、産経新聞では史上最大規模と報道している。また、この際に世界最長の人文字でギネス認定されている。